# Action civique non violente
L'Action civique non violente est un regroupement créé en 1958 pour s'opposer activement aux pratiques de la guerre d'Algérie, telles que les camps d'internement et la torture, et pour soutenir et organiser les réfractaires à l'armée. Il est dissous en septembre 1965.

## Origine: Communauté de l'Arche
Le journaliste Robert Barrat participe en novembre 1955 à la fondation du Comité d'action des intellectuels contre la guerre d'Algérie. En 1956, il fait forte impression en exposant la situation algérienne à la Communauté de l’Arche que vient de créer Lanza del Vasto à Bollène (Vaucluse) et qui est inspirée du christianisme et de la philosophie non violente de Gandhi,. En 1957, Robert Barrat, Roland Marin et Maurice Pagat créent, rue du Landy à Clichy, le Centre d’information et de coordination pour la défense des libertés et de la paix, qui publie, dans le journal Témoignages et Documents, des informations sur la guerre d'Algérie interdites ou filtrées par la censure.
Le 31 mars 1957, les compagnons de l'Arche Lanza del Vasto, Bernard Gaschard (un ancien engagé dans la Guerre d'Indochine devenu non-violent) et Pierre Parodi lancent deux appels, l'un à la conscience des Français, l'autre aux chefs religieux de l'Islam et aux chefs du Front de libération nationale de l'Algérie, dans lesquels ils dénoncent la torture pratiquée dans les deux camps. Ils jeûnent pendant vingt jours au Centre d’information et de coordination pour la défense des libertés et de la paix.
Joseph Pyronnet assiste à une conférence de Lanza del Vasto puis participe au premier camp de la non-violence qui se réunit à Bollène, du 31 mars au 4 avril 1958, pour discuter des tortures en Algérie, des luttes non violentes des noirs américains et du danger nucléaire.
Le 11 avril 1958, quatre-vingt-deux personnes, dont Lanza de Vasto, Robert Barrat, le pasteur André Trocmé et Jean-Pierre Lanvin manifestent, pour la première fois en France, contre l'armement atomique français en occupant pendant cinq heures l'usine nucléaire de Marcoule qui produit du plutonium pour la bombe atomique,,,. À la suite de cela, le Préfet du Gard interdit toute manifestation et réunion de la Communauté de l'Arche jusqu'à nouvel ordre. Néanmoins, en juillet 1958, 18 personnes jeûnent 15 jours, près du site de Marcoule,, d'où les gendarmes les délogent, et aux abords du Palais des Nations, à Genève, où se tient une conférence préparatoire à la suspension des essais nucléaires,.

## Création de l'Action civique non violente (ACNV)
Un compagnon de l'Arche, Roland Marin qui assure à Bollène le secrétariat de l'Action civique non violente (ACNV), lance le journal Action civique non-violente dont le premier numéro paraît à un millier d'exemplaires et qui atteindra un tirage de huit à dix mille exemplaires. L'animateur du mouvement est Joseph Pyronnet.
Des groupes locaux sont constitués. Celui de Grenoble dénonce la torture d'un Algérien dans la ville, il organise un jeûne en décembre 1958 et une manifestation qui, le 10 janvier 1959, réunit entre 300 et 400 personnes,,.

## Camps d'internement
Pendant la guerre d'Algérie, plusieurs centres d'assignation à résidence surveillée sont créés dans des sites militaires , : Larzac (Aveyron), Rivesaltes (Pyrénées-Orientales), Saint-Maurice-l'Ardoise (Gard), camp de Thol (Neuville-sur-Ain, Ain),, Vadenay (Marne). Près de 14 000 suspects d'être membres du Front de libération nationale (FLN) y sont internés.
L'Action civique non violente fait signer un Appel au Président de la République. « Priver des hommes de leur liberté et de leur travail et exposer ainsi leur famille à la misère matérielle et morale, c’est porter atteinte à la justice et à la dignité humaines. »
Le 28 juin 1959, soixante personnes manifestent devant le camp militaire du Larzac et devant la sous-préfecture de Millau contre ce qu'ils qualifient de camp de concentration. Sept d'entre eux, se déclarant suspects, demandent à partager le sort des Algériens internés sans jugement. Selon le journal Action civique non-violente, « Il s’agit d’un témoignage de conscience et non d’une manifestation politique ». Du 24 juillet au 1er août 1959, quatre personnes dont Joseph Pyronnet s'imposent neuf jours de jeûne à La Cavalerie pour dénoncer l’existence des camps d’assignation à résidence.
Trente volontaires de l'Action civique non violente dont Joseph Pyronnet, Jean-Pierre Lanvin et André Dupont, dit Aguigui Mouna, se déclarant suspects, demandent à partager le sort des Algériens internés sans jugement notamment dans le camp du Larzac,. Certains des volontaires quittent leur emploi afin d'être disponibles pour cette action. Robert Barrat, le père dominicain Pie Raymond Régamey et le pasteur Henri Roser interviennent lors d'une formation du groupe et de ses amis, du 5 au 10 avril 1960, à Grézieu-la-Varenne, près de Lyon. Le 10 avril, cette session se prolonge par une marche de 200 à 250 personnes de Pont-d’Ain vers le camp de Thol où trente volontaires demandent leur internement,,. Les manifestants résistent sans violence à la police qui tente de les bloquer puis les transporte en camion loin de là,,. Les jours suivants, la manifestation est répétée deux fois. Après une nuit au commissariat, les protestataires sont dispersés dans le Jura, à 100 ou 120 kilomètres du camp,.
Le 30 avril, à l'appel lancé par l'ACNV, le Comité Maurice Audin et le Comité de vigilance universitaire et signé par 21 personnalités dont Germaine Tillion, Gabriel Marcel, Théodore Monod, Laurent Schwartz et Pierre Vidal-Naquet, entre 700 et 1 000 manifestants marchent silencieusement vers le centre de tri de Vincennes. Comme ils opposent une résistance passive à l'ordre de dispersion, la police en enferme dans les sous-sols de la mairie du 11e arrondissement et conduit certaines personnalités devant la tombe d’un gardien de la paix récemment tué par le FLN. Maurice Papon, préfet de police, a pris cette décision « pour les faire réfléchir », écrit-il dans une note officielle.

« Parmi ceux que M. Papon « a voulu faire réfléchir », j'ai reconnu le professeur Massignon, du Collège de France, les professeurs Marrou et Ricœur, de la Sorbonne, M. Jacques Madaule, Mme Emmanuel Mounier, le Pasteur Roser, J.M. Domenach. Ils étaient assis dans la poussière pour dire avec douleur : « Non aux camps ! » »

— Madeleine Riffaud, « M. Papon et la non-violence », L'Humanité,‎ 4 mai 1960
Le 28 mai 1960, dans une douzaine de villes, des manifestations rassemblent contre les camps de 15 à 220 personnes,. La principale réunit 1 500 non-violents, par principe ou par tactique, qui marchent vers le ministère de l'Intérieur,. Selon les autorités judiciaires, 629 personnes sont appréhendées. Elles sont emprisonnées jusqu’au lendemain.

« Nombreux étaient les jeunes gens, chrétiens, membres du P.S.U., jeunes communistes isolés n'appartenant à aucune organisation, qui nous disaient au cours de cette nuit : « C'est la première fois que nous avons l'impression de faire quelque chose : ni les partis, ni les syndicats, ni les comités n'avaient su nous donner cet espoir et cette satisfaction. » »

— Claude Bourdet, « « Action directe » et « non-violence » », France Observateur,‎ 2 juin 1960
Vingt-quatre personnalités qui ont participé à la manifestation non autorisée du 28 mai demandent à être inculpées comme les responsables de l'Action civique non violente qui l'ont organisée. Parmi elles figurent Claude Bourdet, Jean-Marie Domenach, Alfred Kastler, Théodore Monod, Paul Ricœur et Pierre Vidal-Naquet.
En décembre 2021, la sous-préfète de l’Ain a inauguré une plaque commémorative du camp de Thol incluant une citation de Joseph Pyronnet.

## Soutien aux réfractaires
À partir de septembre 1960, sous l'impulsion du parachutiste déserteur Pierre Boisgontier,, l'ACNV soutient les réfractaires au service militaire.
L'anarchiste André Bernard est insoumis et exilé à l'étranger depuis 1956 où il a participé au groupe Jeune Résistance. Il rentre en France en 1961 pour lutter avec l'ACNV. Il se laisse arrêter au cours d'une manifestation et subit 21 mois d'incarcération.
L'ACNV réclame pour les réfractaires un service civil en Algérie et, en attendant, organise, avec quelques-uns d'entre eux et des volontaires, des chantiers d'abord en Dordogne et en région parisienne, puis ailleurs. Les volontaires et les personnes solidaires engagés pour un temps plus ou moins longs sont bénévoles. L'ACNV, financée par les dons et les abonnements au journal, prend en charge la nourriture, les déplacements, les frais de procès et l'aide aux familles. Des déserteurs et des insoumis sont arrêtés sur les chantiers, ce qui déclenche des manifestations de résistance non violente,. Un groupe non-violent retarde le départ en train de Pierre Boisgontier arrêté par des gendarmes, .
Laurent Schwartz préside, avec le soutien du journal Témoignages et documents, une conférence de presse de trois réfractaires à l'armée qui appellent les jeunes à dire « Non, je ne marche plus ».
L'ACNV encourage la solidarité avec les réfractaires, notamment par le renvoi des livrets militaires et des décorations,,.

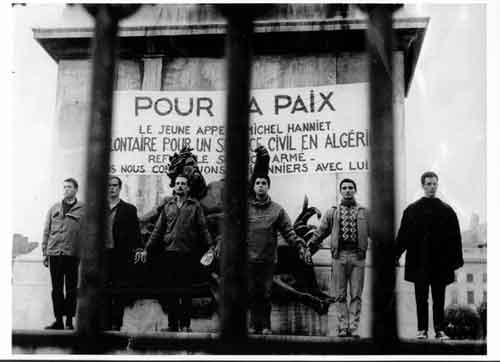
Place Bellecour à Lyon, le 2 septembre 1961, six volontaires de l'ACNV se sont enchainés et déclarent vouloir être traités chacun comme Michel Hanniet

Le 15 décembre 1960, onze hommes s'enchaînent aux grilles du jardin des Thermes de Cluny, à Paris, sous la banderole « Pour la paix en Algérie. Jack Muir va en prison. Nous sommes tous Jack Muir ». Selon une technique pratiquée à plusieurs reprises par les non-violents, ils déclarent tous à la police être ce réfractaire. N'étant pas munis de leurs papiers d'identité, ils sont inculpés de vagabondage et de participation à une manifestation non déclarée. Avec un distributeur de tracts, ils sont incarcérés à la prison de la Santé et deux distributrices le sont à la Petite Roquette. Après dix jours d'interrogatoires et de perquisitions de leurs sympathisants, qui refusent de coopérer, les prisonniers sont identifiés. Ils sont libérés un par un, les derniers après six semaines de détention. Le vrai Jack Muir est attendu à sa sortie par des gendarmes et emmené dans une caserne, emprisonné à Lille et enfin réformé pour « déséquilibre mental » le 24 mars 1961. En 1962, selon le même scénario, les cinq prétendus insoumis Yves Bel sont incarcérés 52 jours à Nantes.
L'objecteur de conscience Henri Cheyrouze est condamné en mars 1960 à dix-huit mois de prison. Après vingt-deux jours de grève de la faim, sa peine est suspendue. En raison d'un nouveau refus de la conscription, il est condamné à deux ans de prison. Il enchaîne les grèves de la faim. Il rejoint l'ACNV et est libéré en 1962. Il part en Suisse avec sa famille puis en Algérie indépendante.
Le 25 septembre 1961, une douzaine de personnes, des réfractaires et leurs soutiens dont le pasteur Jean Lasserre, jeûnent en faveur de la paix en Algérie, dans le hall de l'Unesco à Paris. Des Montpelliérains les imiteront deux jours plus tard.
Des réfractaires emprisonnés subissent parfois des violences comme en témoigne Gilbert Schmitz. Des gradés de la prison militaire de Tübingen le déshabillent très brutalement pour le forcer à endosser l'uniforme militaire qu'il refuse. L'intervention de codétenus interrompt son étranglement.
Le 22 novembre 1961, quatre membres de l'Action civique non violente comparaissent devant le tribunal de grande instance de Carpentras pour provocation de militaires à la désobéissance,. De nombreux témoins sont cités, dont Jean-Marie Domenach et des réfractaires détenus ou non. Hamdani Lakehal-Ayat est algérien et a été interné 54 jours au camp du Larzac. Il déclare : « Je suis différent de ceux qui se sont présentés ici avec les menottes, réfractaires de l'armée française. Moi je suis, grâce à l'Arche et à Jo Pyronnet, réfractaire du Front de libération nationale, restant pourtant d'accord sur ses buts. » Le Procureur de la République prononce un réquisitoire qui, selon Le Monde, peut « apparaître comme une apologie pure et simple des inculpés ». Ceux-ci sont néanmoins condamnés à des peines de prison avec sursis. En outre, pour le renvoi de son livret militaire, Joseph Pyronnet est condamné à huit mois d'emprisonnement avec sursis, peine confondue avec la première. Pour ne pas financer la force de frappe, il refuse de payer les frais de procès ce qui lui vaut, en 1963, vingt jours de contrainte par corps.
À la fin de la guerre d'Algérie, on compte une trentaine de réfractaires au service militaire, soutenus par l'ACNV et condamnés jusqu'à trois ans de prison,,,,,. René Nazon, objecteur récidiviste, écope même pour la seconde fois de deux ans de prison. Des procès frappent aussi les renvoyeurs de livrets militaires. Par exemple, Claude Michel, qui travaille au secrétariat de l'Action civique non violente de Vanves, est condamné en 1961 à six mois de prison avec sursis. Récidiviste, il écope, en 1963, d'une amende de huit mille francs. En 1962, Georges Humbert, récidiviste, voit son amende de six cents francs confirmée. Le procureur ayant fait appel, sa peine est aggravée de six mois de prison avec sursis. Il purge quarante jours de contrainte par corps pour son refus de payer l'amende.
Le 27 avril 1963, à Colombes, quatre-cents manifestants réunis par l'ACNV accompagnent Daniel Beauvais qui se constitue prisonnier comme objecteur de conscience,. Parmi eux, Claude Bourdet, Vladimir Jankélévitch, Alfred Kastler et Louis Lecoin.
Après le vote de la loi sur l'objection de conscience, en décembre 1963, l'Action civique non-violente recueille des dizaines de signatures d'anciens militaires, dont des gradés, qui demandent à bénéficier du statut d'objecteur.

## Prolongements de l'ACNV
Les méthodes de l'ACNV et parfois, à travers celle-ci, la philosophie des Communautés de l'Arche ont une influence importante sur les mouvances non violente, pacifiste et antimilitariste, sur la lutte pour l'objection de conscience et sur celle des paysans du Larzac,, et sur d'autres actions de désobéissance civile.
Après la guerre d'Algérie, des membres non croyants de l'ACNV animent la revue Anarchisme et non-violence.
En juin 2003, une quarantaine de réfractaires et de personnes solidaires de leur engagement se réunissent en Aveyron et décident de témoigner de leurs expériences sur un site internet et, sous le pseudonyme collectif d'Erica Fraters, anagramme de « Réfractaires », dans des livres. Ils adressent un message aux réfractaires israéliens, les Refuzniks :

« Ceux d'entre nous qui ont connu la prison pour leur refus de participer à la guerre d'Algérie, et ceux qui les ont soutenus, tiennent à adresser un salut particulièrement fraternel à tous ceux qui refusent, à leurs risques et périls, de servir dans des armées d'occupation, et en particulier aux soldats et officiers de l'armée israélienne actuellement emprisonnés par leur gouvernement pour leur refus d'intervenir militairement dans les territoires occupés. »

— Erica Fraters (préf. Jean-Jacques de Felice, postface de Djaouida Séhili), Réfractaires à la guerre d’Algérie 1959-1962, Paris, Éditions Syllepse, 2005, 224 p. (ISBN 978-2849500491), p. 15